# Vittoria Cristina Bertolini
Vittoria Cristina Bertolini (1969 ) es una botánica italiana, y orquideóloga.

## Algunas publicaciones

### Libros
- vittoria cristina Bertolini, carlo Del Prete, fabio Garbari. 2003. Karyological and biometrical studies on some species of the genus Dactylorhiza Necker ex Nevski sect. Dactylorhiza (Orchidaceae) of central-northern Italy. Acta horti Pisani 23 (8). Edición reimpresa de Dipartimento di Scienze Botaniche, 17 p.

## Honores
Miembro de
- Sociedad botánica italiana[2]

- La abreviatura «Bertolini» se emplea para indicar a Vittoria Cristina Bertolini como autoridad en la descripción y clasificación científica de los vegetales.[3]